# Madame Sans-Gene
Madame Sans-Gêne (pol. Pani Bez Zahamowań), właściwie Cathérine Lefebvre, de domo Hübscher (fr. Hubscher) (ur. 2 lutego 1753 w Goldbach-Altenbach, zm. 29 grudnia 1835 w Paryżu) – księżna Gdańska, żona marszałka Francji Fraçoisa Lefèbvre’a. Bohaterka komedii Victoriena Sardou z 1893.
Cathérine Hübscher, kobieta obdarzona wyjątkowym temperamentem, oberżystka i praczka, poślubiła 1 marca 1783 roku sierżanta gwardii Fraçoisa Josepha Lefebvre’a, człowieka zalotnego i uprzejmego. Przy boku męża awansowała społecznie w czasach Rewolucji Francuskiej i – mimo prostackiego zachowania i niewyszukanego języka – trafiła na dwór cesarski stając się wielką damą w okresie I Cesarstwa.
Bardzo lojalna wobec cesarza Napoleona I, pozwalała sobie jednak na słowa krytyki, wdając się w wymiany zdań z samym Talleyrandem, mistrzem pojedynków słownych. Mimo zdobycia wielkiego bogactwa nigdy nie stała się nieprzystępna: całe życie była dobra i uczynna, wspomagając potrzebujących.
Z czternaściorga jej dzieci dwanaścioro zmarło w niemowlęctwie, a ona przeżyła męża i dwóch pozostałych synów. Została pochowana u boku małżonka na cmentarzu Père-Lachaise.